# 茅草行动
茅草行动是马来西亚政府援引1960年马来西亚内安法令展开的大规模逮捕行动，于1987年10月27日展开。马来西亚警方在当时以危害国家安全为由，搜捕扣押107名朝野政党领袖、华教人士、环保分子、社运分子、宗教人士等，国家局势紧张；同时，三家报章媒體包括英文报《星报》、中文报《星洲日报》及马来文报《祖国日报》(Watan) 也被勒令关闭。该行动事发后堪称马来西亚历史上最黑暗的时期之一，常与1969年发生的五一三事件相提并论。

## 事发
1987年间，华人社会为反对教育部长安华·依布拉欣派遣不谙华文的教师担任华小行政四个高职的不合理措施，10月11日，由馬來西亞華人公會（马华）、民政党、民主行动党和民间团体联办的抗议大会在吉隆坡乐圣岭天后宫举行，因当局不予理会，抗议大会成立的行动委员会号召从10月15日起，一连3天，有关的华小举行罢课抗议。过后当局于14日同意进行协商，所以罢课抗议行动最后取消。
罢课抗议行动取消後，马来人表達强烈反弹。时任巫统青年团（巫青团）代团长的纳吉·阿都拉萨在吉隆坡甘榜巴鲁的TPCA体育馆召开了一场拥护政府的万人大集会，现场出现许多具有“排华意识”的横幅，包括“那些反对马来统治者的人将被撤销公民身份”、“5月13日已开始”（指五一三事件）、“让它（马来短剑）浸泡在在华人的血泊中”和“以华人的鲜血洗马来人短剑”等标语，纳吉也在集会上手持马来短剑并说到“我不会收回这把马来短剑，除非它尝到华人的血”的言论。與此同時，在吉隆坡秋杰地区（Chow Kit），有个马来士兵乱枪射毙一名马来人和两名华人，这起事件引起两族之间骚动。
1987年10月27日开始，政府以种族关系紧张为理由，展开大逮捕和查封报章的“茅草行动”（Operasi Lalang）。

## 被逮捕人士
到11月14日为止，在“茅草行动”中共有106人遭逮捕，华文报《星洲日報》、英文报《星报》（The Star）、马来文报《祖国报》（Watan）共3份报章被令停刊。先后被逮捕者包括各阶层人士、各组织代表，他们来自执政党的巫统A队和B队，民政党和马华公会；反对党的民主行动党、回教党、人民党；民间团体有职工会、消费人协会、环境保护、妇女、宗教、教育、人权组织以及华社领导人。
被逮捕人士中较著名的政治人物包括当时的行动党秘书林吉祥及其子林冠英、副主席卡巴星、回教党青年团长哈林阿斯哈、巫统巴锡马区议员依布拉欣阿里、巫统青年团教育主任莫哈默化米依布拉欣，马华副会长兼霹雳州主席陈杰志。共有4位华教人士遭逮捕，他们是已故董总主席林晃升、教总主席沈慕羽、教总副主席庄迪君博士，以及当时身为华社研究中心主任的柯嘉逊，以及大马妇女权益维护协会的会员艾琳·萨维尔。另外，还有一名被逮捕人士是一名信奉基督教的马来妇女，希尔米诺，被逮捕的原因是，身为马来人却信奉基督教，在大马联邦法令条文中指出，马来人应信奉回教，说马来文及学习马来文化（参看：马来西亚马来人）。

## 因故

### 官方解说
政府在1988年发表的茅草行动白皮书《朝向维持国民团结》中，辩称这次的逮捕是必要的。根据官方说法，1987年华小高职事件最终演变成为华巫两族之间的矛盾，华人和马来人陆续发起大游行。当时政府派遣不谙华文的行政人员担任华小高职，引发华教人士担心此举会使华小变质。 
董教总当时强调，该课题并非种族课题，“我们准备接受任何种族的老师，只要他拥有合格的华文资格”。
不过，当时的教育部长安华坚持不妥协，导致华小高职事件越演越烈。董教总联合马华、民政党、行动党和其他华团在10月11日，于吉隆坡天后宫召开全国华团政党抗议大会表达强烈反对，而3万名华小学生也准备进行罢课。
当时由纳吉·阿都拉萨领导的巫青团在10月17日于拉惹慕达路体育馆举行一场万人大集会，其中一个布条更展示“以华人的鲜血染红马来短剑”耸动字眼。 
政府展开茅草行动以控制因为敏感课题的炒作而煽起的种族紧张气氛，逮捕了119人，其中包括反对党领袖、公会领袖、社会活跃分子、原住民、园丘工人、基督教工作者、伊斯兰教基本教义者，以及华教人士。

## 后续
在经历了一系列紧张之后，政府内阁作出让步，同意调走华小不谙华语的高级行政职员。
在百多名被扣留者当中，马华公会党员等最早在数日后即被释放，另外有49人，包括林晃升、沈慕羽、庄迪君、柯嘉逊等4名华文教育工作者，以及7名行动党国会议员（林吉祥、卡巴星、陈胜尧、P巴都、V大卫及刘德琦）则被援引内安法令扣留，直到1988年6月才陆续获释，林吉祥是最后一名在1989年4月才获释的扣留者。

### 倡议
2024年4月18日，前上诉法院法官希山慕丁尤努斯（Hishamudin Yunus）在卡巴星逝世10周年纪念会上致辞时，呼唤政府应该为茅草行动公开道歉。他解释说，「如果尊重联邦宪法，这项行动就不会发生，对此建议现任政府，即使与茅草行动无关，也需要向茅草行动和受害者公开道歉」。他亦指出1988年的司法危机与茅草行动应一同视为国家耻辱。
通讯部长法米法兹于4月24日表示，团结政府内阁会议没有讨论要求政府为1987年茅草行动道歉的呼吁，并指「这取决于首相是否想讨论这个问题」。